# Anton Fier
Anton Fier (Cleveland (Ohio), 20 juni 1956 – Zwitserland, 14 september 2022) was een Amerikaanse drummer, muziekproducent, componist en orkestleider.

## Biografie
Fier behoorde tot de bands The Lounge Lizards en The Feelies. Bovendien was hij lid van de formatie The Lodge met John Greaves, werkte hij met de band Pere Ubu, de formatie Voidoids en formeerde hij de band The Golden Palominos, waarmee hij negen albums uitbracht. Tijdens het verloop van zijn carrière heeft Anton Fier samengewerkt met John Zorn in diens band Locus Solus, Bill Laswell, Hüsker Dü, Jack Bruce, Carla Bley, Arto Lindsay, David Moss, Phew, Buckethead en met de zanger, songwriter en gitarist Bob Mould. Fier vormde bovendien met de bassist Rob Jost de ritmesectie van het Tony Scherr Trio.
Als muziekproducent was hij o.a. werkzaam voor de albums Strange Scars (2008) van Julia Brown, The Great American Bubble Factory (2009) van Drivin' n' Cryin', Orange (2010) van Jim Campilongo en Man with No Country (2013) van Todd Clouser.
Fier kampte al geruime tijd met depressies en maakte op 14 september 2022 een einde aan zijn leven. Hij werd 66 jaar oud.

## Discografie
(zonder opnamen van de Golden Palominos)
- 1987: met Jack Bruce und Kenji Suzuki: Inazuma Super Session - Absolute Live!! (Epic Records)
- 1993: Dreamspeed (Avant Records)
- 1994: met Bill Laswell als Blind Light: The Absence of Time (Alda (Japan))
- 1996: met Stina Nordenstam: The Photographer's Wife (East/West)
- 2003: Dreamspeed / Blind Light (1992-94) (compilatie, Tzadik Records)

met x_x
- 1979: A / You're Full of Shit (ep, Drome)
- 1980: No Nonsense / Approaching the Minimal with Spray Guns (ep, Drome)

### op albums van andere muzikanten
- 1983: Laurie Anderson – Mister Heartbreak (Warner)
- 1985: Gestalt et Jive (Alfred Harth) – Nouvelle cuisine (Moers Music)
- 1995: Julian Schnabel – Every Silver Lining Has a Cloud (Island Records)

met John Zorn
- 1983: Locus Solus (RIFT (Japan))
- 1986: Plays the Music of Ennio Morricone - The Big Gundown (Nonesuch)
- 1990: Filmworks 1986-1990 (Eva (Japan))
- 2004: Locus Solus – 50³ (Tzadik Records)

- Bibsys: 14005094
- Biblioteca Nacional de España: XX4890412
- Bibliothèque nationale de France: cb13950885k (data)
- Gemeinsame Normdatei: 13437276X
- International Standard Name Identifier: 0000 0000 7729 7261
- Library of Congress Control Number: n85247333
- MusicBrainz: 9e6becc4-6b97-4649-a37a-256b8f831198
- Système universitaire de documentation: 251290107
- Virtual International Authority File: 17413702
- WorldCat: E39PBJfh788PyCVgJrVgmQYByd